# Пеледуй (посёлок городского типа)
Пеледу́й — посёлок городского типа в Ленском районе Республики Саха. Административный центр городского поселения «посёлок Пеледуй».
Население — 3578 чел. (2023)

## История
Пеледуй основан в начале 19-го века. К выбору места судостроительной верфи в 1940-е годы имел отношение Иван Дмитриевич Папанин.

## География
Вблизи посёлка протекает река Лена

## Население
| 1939  | 1959  | 1970  | 1979  | 1989  | 2002  | 2009  |
| ----- | ----- | ----- | ----- | ----- | ----- | ----- |
| 4577  | ↗4953 | ↘4411 | ↗4615 | ↗5080 | ↘4710 | ↗4792 |
| 2010  | 2011  | 2012  | 2013  | 2014  | 2015  | 2016  |
| ↗5243 | ↘5222 | ↗5275 | ↘5189 | ↘5152 | ↘5010 | ↘4845 |
| 2017  | 2018  | 2019  | 2020  | 2021  | 2023  |       |
| ↘4708 | ↘4669 | ↘4555 | ↘4492 | ↘3562 | ↗3578 |       |

## Экономика
Посёлок является крупной базой речного флота России. Здесь расположен филиал ОАО «Ленское объединённое речное пароходство», Пеледуйская база технической эксплуатации флота и ООО «Пеледуйский судоремонтно-судостроительный завод», а также база скоростного речного пассажирского флота ООО «Ленатурфлот».

## Транспорт
Ходил речной пассажирский теплоход по маршруту Киренск-Пеледуй. Используются суда типа Полесье.

## Достопримечательности
- Памятник в честь воинов-земляков, погибших в годы Великой Отечественной войны по улице Победы, 1.